# Arthur Schwartz
Arthur Schwartz est un compositeur américain, né à New York le 25 novembre 1900, mort à Kintnersville (en) (Pennsylvanie) le 3 septembre 1984.

## Biographie
Il a composé les musiques de nombreux vaudevilles, spectacles de Broadway et films hollywoodiens. Il a notamment collaboré avec les librettistes Alan Jay Lerner et Howard Dietz; Parmi ses plus célèbres comédies musicales, on peut citer The Band Wagon, The Gay Life, A Tree Grows in Brooklyn, Jennie ou encore By the Beautiful Sea. Certaines de ses compositions, comme You And The Night And The Music ou Dancing In The Dark, sont devenues des standards de jazz.

## Compositions majeures
- "After All You're All I'm After" (paroles d'Edward Heyman)
- "Alone Together" (paroles de Howard Dietz)
- "Alone Too Long" (paroles de Dorothy Fields)
- "Dancing In The Dark" (paroles de Howard Dietz)
- "A Gal In Calico" (paroles de Leo Robin)
- "Got A Bran' New Suit" (paroles de Howard Dietz)
- "Hoops" (paroles de Howard Dietz)
- "I Guess I'll Have To Change My Plan" (paroles de Howard Dietz)
- "I Love Louisa" (paroles de Howard Dietz)
- "I See Your Face Before Me" (paroles de Howard Dietz)
- "I'm Riding For A Fall" (paroles de Frank Loesser)
- "Louisiana Hayride" (paroles de Howard Dietz)
- "Love Is A Dancing Thing" (paroles de Howard Dietz)
- "A Rainy Night In Rio" (paroles de Leo Robin)
- "Simpatico" (coécrit avec Sammy Cahn)
- "Then I'll Be Tired Of You" (paroles de E. Y. Harburg)
- "They're Either Too Young Or Too Old" (paroles de Frank Loesser)
- "You And The Night And The Music" (paroles de Howard Dietz)